# Vittorio Trento
Vittorio Trento (Venezia, 1761 circa – 1833) è stato un compositore italiano.
Ricevette la propria formazione musicale al Conservatorio dei Mendicanti a Venezia sotto l'insegnamento di Ferdinando Bertoni. Iniziò la propria attività compositiva scrivendo balletti che venivano eseguiti tra un atto e l'altro delle opere. Il suo primo lavoro di questo genere, il Mastino della Scala, fu scritto nel 1783 e successivamente, fino al 1803, produsse circa 50 balletti, che vennero rappresentati soprattutto nei teatri veneziani, dove egli prestava anche servizio come clavicembalista (dapprima al Teatro San Samuele e poi al Teatro La Fenice).
Debuttò come operista nel 1789 a Verona con l'azione teatrale Orfeo negli Elisi e nel 1801 rappresentò con grande successo la farsa Quanti casi in un sol giorno. Successivamente fece dei tentativi nell'ambito dell'opera seria, ricevendo solamente moderati apprezzamenti. Indi viaggiò molto in Europa: nel 1806 fu attivo ad Amsterdam come maestro concertatore di una compagnia operistica italiana, nel 1809 fu a Lisbona e tra il 1811 e 1812 a Londra per dare la sua opera La Climène. Tornò in Italia nel 1817, dove a Napoli, Roma e Venezia mise in scena parecchi suoi lavori, però senza ottenere successo; infatti nei teatri italiani iniziavano a trionfare le opere rossiniane.
Il suo balletto più noto è Triumph of Love (conosciuto anche col nome La forza dell'amore) composto nel 1797 per il Drury Lane di Londra.